# Euzosteria mitchelli
Euzosteria mitchelli är en kackerlacksart som först beskrevs av George French Angas 1847.  Euzosteria mitchelli ingår i släktet Euzosteria och familjen storkackerlackor. Inga underarter finns listade i Catalogue of Life.